# Prima banca degli Stati Uniti d'America
La Prima banca degli Stati Uniti (formalmente "The President, Directors and Company of the Bank of the United States, comunemente nota in inglese come "First Bank of the United States", fu il primo istituto di credito degli Stati Uniti parzialmente pubblico, istituito da una legge del Congresso statunitense (Bank Bill of 1791). Fu istituita il 25 febbraio 1791 con un mandato a termine di venti anni che, sebbene fosse rinnovabile alla scadenza, non lo fu e, nel 1811, la banca venne chiusa.
La sede era a Filadelfia, capitale del Paese dal 1790 al 1800. L'edificio fu completato nel 1797, ed appartiene all'Independence National Historical Park.
La banca seguì al voto del Congresso favorevole alla nascita della privata Bank of North America, nel 1782, la quale aprì la sua prima sede a Filadelfia e fu la prima banca centrale de facto degli Stati Uniti d'America. Fu caratterizzata da un regime di proprietà misto pubblico-privato, sottoposto alla sorveglianza della pubblica autorità. Al governo federale era riservata la nomina di 25 dirigenti e una quota pari al 25% delle azioni. I rimanenti 20 direttori erano selezionati dagli investitori privati, che detenevano la rimanente quota azionaria.
La costituzione della banca era uno dei tre punti qualificanti del programma di Alexander Hamilton, primo Segretario al tesoro degli Stati Uniti d'America. Hamilton si proponeva di estendere l'autonomia fiscale e l'autonomia valutaria a favore del Governo Federale, con particolare riguardo alla potestà fiscale impositiva e di emissione monetaria. Gli altri due punti principali del suo programma fiscale e finanziario erano l'attribuzione del diritto di conio, e l'imposizione di tasse doganali su alcuni beni di largo consumo.

## Storia
Creata il 25 febbraio 1791 durante la presidenza di George Washington, grazie all'architetto James Hoban, venne posta sotto la guida di Alexander Hamilton (all'epoca segretario al Tesoro degli Stati Uniti), ed era stata istituita per un periodo di vent'anni. Al termine degli anni previsti si decise di non rinnovarla. Quando si tornò al potere delle banche normali queste emisero valuta in quantità eccessive, creando molti disagi, questo poi rese necessaria la creazione di una nuova banca, la seconda banca degli Stati Uniti. Anche se il governo deteneva alcune delle sue azioni, non si trattava in realtà di una banca governativa; di fatto si trattava di un'azienda privata che distribuiva profitti ai suoi azionisti.
La fondazione della Prima Banca fu una delle più importanti innovazioni nell'ambito finanziario proposte e concretizzate da Alexander Hamilton, primo Segretario del Tesoro nella storia statunitense, unitamente all'assunzione dei debiti di guerra degli Stati di guerra, al diritto di conio e alla potestà di imposizione fiscale. Il Piano di Hamilton si prefiggeva di:
- riordinare il sistema finanziario statunitense, nel segno della trasparenza e di una priorità attribuita a e all'interno degli Stati federati
- fondare un sistema creditizio per lo Stato neocostituito, che fosse sia interno che integrato con i sistemi creditizi d'oltreoceano
- risolvere la questione giuridica della moneta legale emersa prima e durante la Guerra d'indipendenza americana.

Questi obiettivi strategici si tradussero, dal punto di vista storico, in queste politiche:
- Stabilizzare la valuta
- Pianificare una politica di sviluppo ed erogare il credito, al governo e ai soggetti di diritto privato, che era necessario per sostenere gli investimenti in un vasto programma di opere pubbliche infrastrutturali, quali, anche nei decenni successivi al mancato rinnovo del mandato della banca, furono la realizzazione di strade, porti, viadotti, canali navigabili, al fine di:
  - favorire il riassorbimento della disoccupazione,
  - promuovere lo sviluppo economico,
  - rimuovere le barriere naturali e l'isolamento geografico di alcune aree del Paese.

Questo programma si concretizzò nel pagamento dei debiti della Guerra d'indipendenza americana contratti da numerosi stati federati, nell'espansione dell'offerta monetaria a favore del nuovo governo, nell'istituzione di una banca nazionale, e nella proposta di un'unica moneta comune.

## Proposta
Il 1º Congresso degli Stati Uniti d'America si riunì per la prima volta ne 1790, e in quell'occasione Hamilton presentò il piano che prevedeva la costituzione della Prima Banca con un capitale sociale di 10 milioni di dollari, di cui il governo statunitense avrebbe acquistato azioni per un valore complessivo di 2 milioni. Anticipando la probabile obiezione di qualche avversario politico, fu lo stesso Hamilton a suggerire di chiedere un prestito alla banca per acquistare le relative quote.
Le rimanenti azioni per un valore di 8 milioni di dollari avrebbero dovuto essere collocate ad investitori privati statunitensi e d'oltreoceano, di cui un quarto pagabile in oro o argento, e la quota restante in titoli di debito, strumenti sostitutivi della valuta nazionale in corso di validità.
Diversamente dalla Banca d'Inghilterra, la Prima Banca ebbe il compito di sostenere lo sviluppo economico e la realizzazione di infrastrutture, secondo le raccomandazioni del Primo Rapporto sul Credito Pubblico che Hamilton indirizzò al Congresso. La Prima Banca svolgeva altre funzioni strategiche, ma ritenute di secondaria importanza: deposito delle entrate fiscali, e prestiti a breve termine per coprire fabbisogni finanziari del governo.
Le altre condizioni non negoziabili per la nascita della Prima Banca, erano: 
- un mandato a termine della durata di 22 anni, dal 1791 al 1811, al termine del quale il Congresso avrebbe dovuto decidere se sciogliere la Prima Banca, oppure concedere il rinnovo del mandato
- che per l'immagine pubblica e la credibilità morale della Prima Banca, la legge avrebbe dovuto 
  - vietare l'acquisto di titoli governativi
  - introdurre la rotazione obbligatoria degli incarichi dirigenziali
  - limitare l'emissione di note da banco, e la sottoscrizione debiti ad un valore non superiore alla sua capitalizzazione
  - privare del diritto di voto le azioni acquistate dai cittadini non americani, sia residenti negli Stati Uniti che provenienti da oltreoceano,
  - riservare al Segretario del Tesoro la possibilità di ritirare i depositi, di prendere visione dei libri contabili, e di chiedere chiarimenti in merito alla situazione della banca, a cadenza settimanale.[7]

Vi era quindi un duplice equilibrio: il Tesoro aveva la maggioranza dei voti con una quota ridotta del 20%, ma non era un creditore privilegiato ed era pure gravato da un debito pluriennale nei confronti della Prima Banca, che gli altri azionisti erano legittimati a far valere eventualmente in giudizio.
Si era stimato che il servizio del debito e l'onere degli interessi avrebbero iniziato a decrescere solamente a partire dal 1791, e che, a fronte di una quota annua di debito pari a 788 333 dollari, si sarebbero resi necessari 38 291 dollari per evitare disavanzi di bilancio. Hamilton ipotizzò di aumentare i dazi sui beni alcolici di importazione, e le tasse sul whiskey e gli altri liquori prodotti negli Stati Uniti. L'opposizione a questi provvedimenti generò il movimento detto Whiskey Rebellion.

## Opposizione

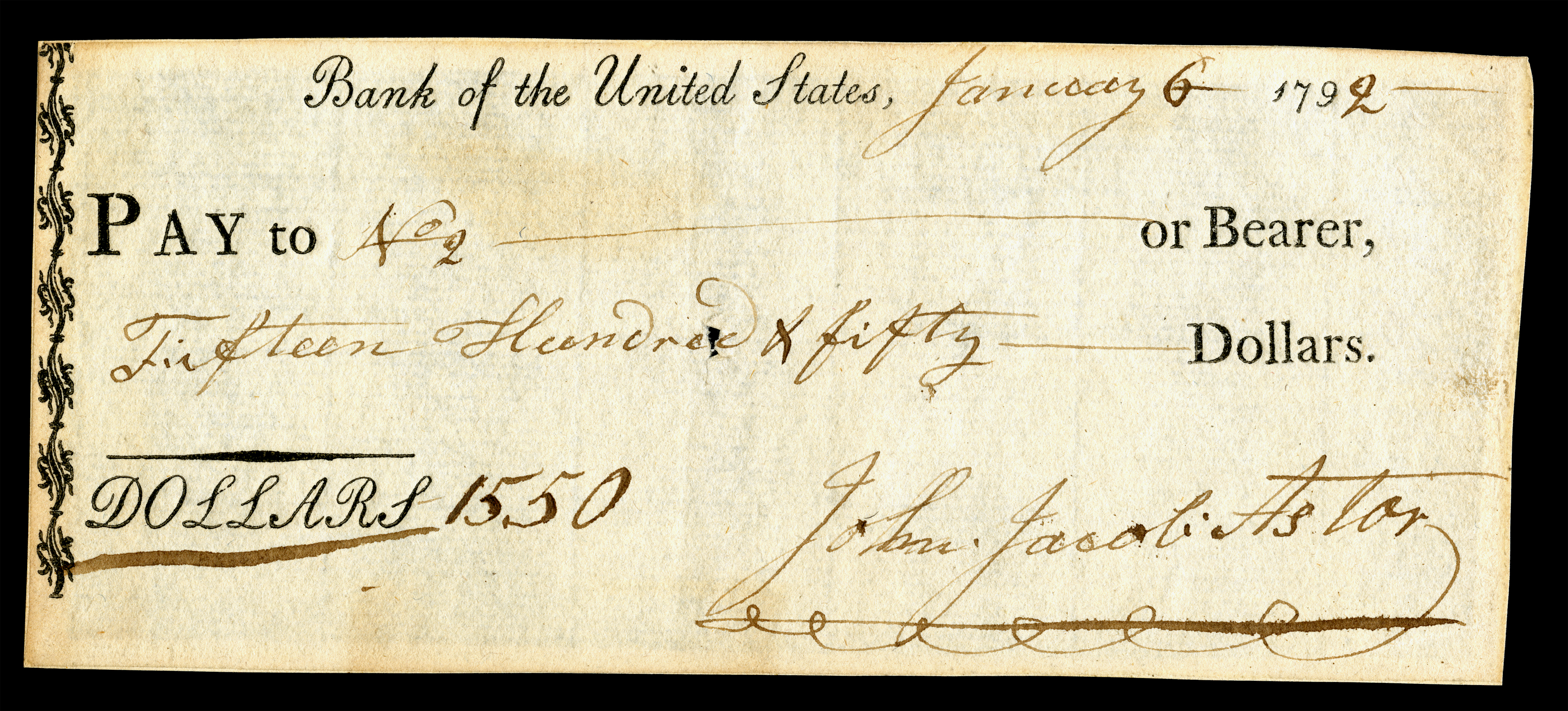
Un assegno della Banca degli Stati Uniti firmato dall'uomo d'affari tedesco John Jacob Astor I, nel 1792

La riforma bancaria di Hamilton incontrò la ferma opposizione di James Madison, e di Thomas Jefferson, Segretario di Stato, i quali affermarono che la banca era incostituzionale e che operava gli interessi dei banchieri e degli importatori a discapito della maggioranza dei cittadini.
Unitamente ad altri rappresentanti eletti negli stati del sud, Jefferson e Madison si opposero all'affermazione di un potere pubblico di battere moneta, poiché simile accentramento di potere avrebbe favorito gli interessi economici del nord America a spese del sud agricolo e delle sue banche locali, oltre a violare la Costituzione in merito ai diritti della proprietà privata e al potere del Senato di regolare pesi e misure della moneta, e promuoverne la circolazione (piuttosto che doversi occupare di titoli di credito o di conio).

## L'approvazione del Presidente
Jefferson e il procuratore generale Edmund Randolph, entrambi eletti in Virginia, dichiararono che la legge era incostituzionale. Hamilton, che diversamente dai suoi collaboratori di gabinetto proveniva da New York, espose diversi argomenti in difesa della sua proposta, fra i quali i due più rilevanti erano:
- ciò che è lecito nei rapporti fra il potere esecutivo ed una persona fisica, deve poter valere anche per una persona giuridica, quale è un soggetto economico. E la Prima Banca, in quanto posseduta all'80% da soggetti privati (e per un 20% dal Tesoro, ma a fronte di un debito di pari valore), non poteva qualificarsi giuridicamente che come un'impresa, e non come un'agenzia governativa. "Ne conseguiva che era un fatto incontestabile il potere sovrano di costituire società di capitali al servizio degli Stati Uniti, in relazione agli ambiti connessi al disbrigo degli affari di Governo".
- il governo è sovrano e tutto ciò che non è vietato deve ritenersi lecito. per il suo stesso nome, il potere esecutivo ha il diritto di realizzare quegli obiettivi che non sono esplicitamenti preclusi da divieti o eccezioni sanciti nel testo costituzionale.

Il 25 febbraio 1791 il presidente Washington si convinse della sua legittimità costituzionale e di conseguenza firmò la legge. Il 19 marzo successivo nominò tre funzionari governativi con l'incarico di sottoscrivere le quote azionarie della banca neocostituita: Thomas Willing, David Rittenhouse, e Samuel Howell.

## Scadenza del mandato istitutivo
Hamilton lasciò la carica di Segretario del Tesoro nel 1795. Gli succedette Oliver Wolcott, Jr. che relazionò al Congresso riguardo allo stato critico delle finanze pubbliche e sulla necessità urgenze di aumentare le entrate, mediante nuove tasse oppure con la vendita delle azioni governative della Banca.
Hamilton obiettò che quelle azioni erano un pegno della banca a garanzia degli accantonamenti al fondo per il progressivo ripianamento del debito. Tuttavia, il Congresso diede prontamente il suo assenso alla vendita delle quote.
Nel 1811 il Senato calendarizzò all'ordine del giorno la votazione per il rinnovo del mandato della Prima Banca, ma George Clinton oppose il suo diritto di veto presidenziale, e quindi la banca non fu rinnovata dopo la sua scadenza naturale.
Nel 1816 fu costituita la Seconda Banca degli Stati Uniti.

## La sede storica
La sede della Prima Banca degli Stati Uniti fu costruita a Filadelfia, che all'epoca era una delle più grandi metropoli del mondo anglosassone, e capitale degli Stati Uniti dal 1790 al 1800.
Nel 1791 la sede della banca fu la Carpenters' Hall, sede di un'antica corporazione simile a quelle dei muratori dell'Europa medioevale, e teatro del Primo congresso continentale. La Carpenter's Hall si trovava a breve distanza dalla sede definitiva della banca.
La progettazione del complesso è attribuita alla maestria di Samuel Blodgett, l'architetto di Washington, mentre altri studiosi attribuiscono l'opera alla mano di James Hoban, che nella stessa città progettò la Casa Bianca. L'edificio fu completato nel 1795.
L'edificio della Prima Banca ha ricevuto diversi riconoscimento quale sito di interesse storico e culturale. È stato inserito nel perimetro dell'Independence National Historical Park a partire dalla sua istituzione nel 1956, a sua volta incluso nel National Register of Historic Places il 15 ottobre 1966, e nel National Historic Landmark il 4 maggio 1987, nel quale è descritto come un capolavoro dell'architettura in stile neoclassico.
Fino agli anni 2000 l'edificio ospitava alcuni uffici dell'Independence National Historical Park. Il progetto di collocare in questo luogo il Museo della Guerra Civile fu definitivamente abbandonato a causa della mancanza di fondi da parte della Pennsylvania. Esiste un progetto di portare qui nel prossimo futuro il laboratorio di scavo archeologico simulato del National Park Service.